# 夏見咲帆
夏見 咲帆（なつみ さほ）は、日本のマンガ家。秋田書店・宙出版などで執筆。
赤川次郎などのミステリー小説のコミカライズや、近年では『別冊ハーモニィRomance』などで、海外ロマンス小説の長編コミカライズも手掛けている。

## 著書
- 『愛の呼び声～身代わり花嫁の危険な結婚～』原作／バーバラ・カートランド
- 『四人目の花婿候補』原作／バーバラ・カートランド